# 上因河谷地里德
上因河谷地里德是奥地利蒂罗尔州兰德克县的一个市镇。总面积27.43平方公里，总人口1317人，人口密度48.0人/平方公里（2005年）。